# Connor Fields
Connor Evan Fields (nascido em 14 de setembro de 1992) é um ciclista olímpico estadunidense que representa os Estados Unidos em BMX.
Fields representou sua nação na prova de BMX masculino nos Jogos Olímpicos de Verão de 2012, em Londres.